# Никола Корчев (опълченец)
 Тази статия е за опълченеца.  За скулптора вижте Никола Корчев (скулптор).  
Никола Павлов Корчев е опълченец-поборник, един от спасителите и последен знаменосец на Самарското знаме.

## Биография
Никола Корчев е роден през март 1836 г. в с. Горна Диканя, Радомирско. Той е висок и едър мъж. Женен е в село Долна Диканя, където се премества да живее и е стопанин на воденица. Работи като локомотивен машинист на Хиршовата железница и жп линията Русе-Варна, след което емигрира в Румъния.
Качествата на българина били исполински ръст и огромна сила, придружени с много буен нрав и нетърпимост към всякаква неправда. Хората разказвали истории за това как убил двама турци заради това, че нахълтали в дома му с намерение да злоупотребят с жена му. След този случай, за да се спаси от преследване, той се мести със семейството си в Самоков, но непримиримия му характер пак го кара да встъпи в конфликт с местния гръцки владика. Семейството пак се мести, но този път отиват чак в Цариград. Там Никола става локомотивен машинист и изучава железничарското дело. По време на работата си в железницата Русе-Варна няколко пъти му се налага да укрива Васил Левски в тендера за въглища. Не за пръв път заподозрян от турците, след като отново влиза в конфликт с тях, за да защити честта на красивата си жена, семейството отива да живее в Букурещ. Там Корчев става другар на българските емигранти и се включва в опълчението.
По време на Руско-турската война се записва в Българското опълчение. Опълченец е от 3-та рота на 3-та опълченска дружина. Служи под командването на подполковник Павел Калитин. По време на битката при Стара Загора на 31 юли 1877 г. се води голяма борба за Самарското знаме. Загиват последователно знаменосците унтерофицер опълченец Антон Марчин, унтерофицер Авксентий Цимбалюк, опълченец С. Минков и дружинния командир подполковник Павел Калитин. Знамето е спасено от стихийно сформирала се знаменна група след тежък ръкопашен бой. Никола Корчев се добира до Самарското знаме, откъсва го от дръжката и го предава на друг опълченец, за да не бъде пленено от турците. Награден е с войнишки кръст „За храброст“.
След Освобождението е последният знаменосец на Самарското знаме в Радомир, където е била разположена Трета опълченска дружина. След демобилизацията се установява във Варна.
На тържествата през 1902 г. на Шипченските височини, когато е открит и осветен новопостроеният храм-паметник, художникът Ярослав Вешин вижда достолепния знаменосец на Самарската светиня. Макар след години, той успява да изпрати телеграма до дядо Никола, в която му съобщава, че желае да го нарисува със знамето в ръце. Картината е завършена през 1911 г. и получава голяма популярност.
Никола Корчев остава в историята като един от спасителите на Самарското знаме. Умира на 29 август 1921 г. Костите му са положени в храма-костница на Шипка. Той е послужил за прототип на Боримечката при написването първия български роман „Под игото“ от Иван Вазов.

## Семейно дарителство
На 2 март 1981 г. семейството на Никола Корчев дарява всичките принадлежности и реликви, останали от опълченеца, на Националния военноисторически музей. Между тях са оригинални сигнатури с подписи на Филип Тотьо, на Стефан Караджа, Георгиевските кръстове, ордени, сабя, униформа, както и много оригинални снимки на опълченци. Запазват си само кристалния сервиз, подарен от Руския император Николай II по случай честванията през 1902 г. на връх Шипка.

## Памет
На Никола Корчев е наречена улица в квартал „Люлин“ в София (Карта).

## Галерия
- Никола Корчев, картина на Ярослав Вешин
- Лични принадлежности на Никола Корчев: мелничка за кафе Peugeot, личен тефтер и портфейл, експонати на Музея на Възраждането, Варна